# Дерриксон, Скотт
Скотт Дерриксон (англ. Scott Derrickson; род. 16 июля 1966) — американский кинорежиссёр и сценарист.

## Карьера
Вырос в Денвере (Колорадо), учился в Университете Южной Калифорнии, Biola University и USC School of Cinematic Arts.
Дерриксон выступил соавтором сценария и режиссёром фильма «Шесть демонов Эмили Роуз», основаном на реальной истории Аннелизе Михель. В 2005 году фильм получил премию «Сатурн» за лучший фильм ужасов или триллер, а в 2006 году был включен в список «100 самых страшных фильмов, когда-либо снятых» Чикагской ассоциации кинокритиков. Кассовые сборы фильма «Шесть демонов Эмили Роуз» в мировом прокате составили более 144 миллионов долларов. В том же году Дерриксон написал сценарий фильма «Земля изобилия» для режиссёра Вима Вендерса, независимую драму с Мишель Уильямс в главной роли.
Следующим фильмом Дерриксона стал ремейк фильма «День, когда Земля остановилась» с Киану Ривзом и Дженнифер Коннелли в главных ролях. Фильм вышел в конце 2008 года и заработал более $233 миллионов по всему миру. Несмотря на все спецэффекты, успешные сборы и участие популярных артистов, ремейк классической ленты 1951 года не стал шедевром и был номинирован на антипремию Золотая малина (в разделе худший приквел, сиквел, ремейк или плагиат) за 2008 год.
В августе 2011 года Дерриксон совместно с продюсером Джейсоном Блюмом, написал сценарий и выступил режиссёром фильм ужасов «Синистер», с Итаном Хоуком в главной роли. Картина стоимостью 3 миллиона долларов была выпущена в прокат компанией Summit Entertainment 12 октября 2012 года и получила в целом положительные отзывы критиков. «Синистер» заработал более 48 миллионов долларов в американском прокате и более 78 миллионов долларов в мировом. Дерриксон выступил соавтором, но не режиссёром сиквела фильма «Синистер 2».
В 2014 году вышел фильм «Избави нас от лукавого» режиссёра Дерриксона и продюсера Джерри Брукхаймера. Фильм основан на книге 2001 года «Берегись ночи» бывшего сержанта полиции Ральфа Сарчи и Лизы Коллиер Кул, а в маркетинговой кампании подчёркивалось, что он «вдохновлён реальными событиями». Фильм вышел на экраны 2 июля 2014 года и собрал 87,9 млн долларов при бюджете в 30 млн долларов.
Следующим фильмом Дерриксона стал «Доктор Стрэндж», основанный на комиксе Marvel Comics и являющийся частью кинематографической вселенной Marvel. Фильм вышел на экраны в ноябре 2016 года.
В декабре 2018 года стало известно, что Дерриксон станет режиссёром сиквела «Доктора Стрэнджа» под названием «Доктор Стрэндж в Мультивселенной безумия», выход которого был запланирован на май 2021 года. В январе 2020 года Дерриксон объявил, что отказался от режиссёрских обязанностей в результате неопределенных творческих разногласий, после чего его место занял Сэм Рэйми. Дерриксон остался в проекте в качестве исполнительного продюсера.
В марте 2020 года Дерриксон был привлечён в качестве сценариста и режиссёра к производству фильма «Бермудский треугольник» с Крисом Эвансом в главной роли.
В мае 2020 года стало известно, что Дерриксон станет режиссёром продолжения фильма Джима Хенсона «Лабиринт» 1986 года. Мэгги Левин вместе с Дерриксоном напишет сценарий к фильму.
В 2021 году Дерриксон выступил режиссёром экранизации рассказа Джо Хилла «Черный телефон». Фильм «Черный телефон», совместного производства компаний Blumhouse и Universal Pictures, вышел в широкий прокат 24 июня 2022 года. Картину ждал большой успех у критиков  и зрителей: кассовые сборы превысили 160 млн. долларов. 
В марте 2022 года Дерриксон выступил режиссёром фильма «Ущелье» для компании Skydance. Apple TV+ приобрела права на фильм.

## Фильмография

### Полнометражные фильмы
| Год                          | Название                                  | Режиссёр | Сценарист      | Продюсер       |
| ---------------------------- | ----------------------------------------- | -------- | -------------- | -------------- |
| 2000                         | Городские легенды 2                       |          | Да             |                |
| 2000                         | Восставший из ада 5: Инферно              | Да       | Да             |                |
| 2004                         | Земля изобилия                            |          | Сюжет          |                |
| 2005                         | Шесть демонов Эмили Роуз                  | Да       | Да             |                |
| 2006                         | И пришел он                               |          |                | Со-продюсер    |
| 2008                         | День, когда Земля остановилась            | Да       |                |                |
| 2012                         | Синистер                                  | Да       | Да             | Исполнительный |
| 2013                         | Узел дьявола                              |          | Да             | Исполнительный |
| 2014                         | Пойми меня, если сможешь                  |          |                | Исполнительный |
| 2014                         | Избави нас от лукавого                    | Да       | Да             |                |
| 2014                         | Кристи                                    |          |                | Исполнительный |
| 2015                         | Синистер 2                                |          | Да             | Да             |
| 2016                         | Доктор Стрэндж                            | Да       | Да             |                |
| 2021                         | Чёрный телефон                            | Да       | Да             | Да             |
| 2022                         | Доктор Стрэндж: В мультивселенной безумия |          |                | Исполнительный |
| 2025                         | Ущелье                                    | Да       |                | Да             |
| 2025                         | Чёрный телефон 2                          | Да       | Да             | Да             |
| TBA                          |                                           |          |                |                |
| Ретроград                    |                                           |          | Исполнительный |                |
| Лабиринт 2                   | Да                                        | Да       |                |                |
| Когда гравитация не работает | Да                                        | Да       |                |                |
| Два смотрящих глаза          | Да                                        | Да       |                |                |

### Короткометражные фильмы
| Год  | Название        | Режиссёр | Сценарист | Продюсер       |
| ---- | --------------- | -------- | --------- | -------------- |
| 1995 | Любовь в руинах | Да       | Да        | Да             |
| 2019 | Отклеенный      |          |           | Да             |
| 2021 | Теневой хищник  | Да       | Да        | Исполнительный |

### Сериалы
| Год       | Название       | Роль                    | Примечания             |
| --------- | -------------- | ----------------------- | ---------------------- |
| 2020      | Навстречу тьме | Исполнительный продюсер | Эпизод: «Мой Валентин» |
| 2020—2024 | Сквозь снег    | Исполнительный продюсер | 30 эпизодов            |